# Il Sole (quotidiano)
Il Sole è stato uno storico quotidiano economico e finanziario italiano fondato nel 1865 a Milano. Nel novembre 1965, ovvero a cent'anni dalla nascita, il quotidiano si unì a «24 Ore» dando vita all'attuale «Il Sole 24 Ore».

## Storia
Espressione del liberalismo progressista lombardo, nacque per iniziativa del commerciante di sete Gaetano Semenza, che coinvolse l'editore milanese Francesco Vallardi; Semenza coinvolse poi altri due setaioli, i fratelli Pennocchio. Il primo numero uscì a Milano martedì 1º agosto 1865. La testata aveva come sottotitolo «Giornale commerciale e politico»; sotto la testata appariva il motto: «Per tutti splende». Il formato era più largo dei giornali concorrenti.
Il 20 dicembre 1865 intervennero nella società editrice, "Il Sole - Fratelli Pennocchio e Comp.", Vittorio Ferri, imprenditore serico, Eugenio Cantoni, Ercole Lualdi, Pietro Brambilla e Filippo Weill Schott. Il progetto di Vallardi incontrò difficoltà nel finanziamento. Nonostante ciò «Il Sole» raggiunse la quota di duemila copie vendute nel giugno 1866. Nello stesso periodo si aggiunsero contrasti tra i finanziatori e le direzioni di Giuseppe Guerzoni prima, e di Giuseppe Mussi poi. Nello stesso 1866 Mussi venne sostituito da due redattori, Antonio Billia e Cesare Parenzo.
Nell'aprile 1867 giunse alla direzione Pietro Bragiola Bellini, che portò un nuovo indirizzo alla testata e stabilità nella direzione. Dopo di lui, infatti, furono il genero e poi il figlio a prendere le redini del giornale. Con lui iniziò una dinastia che durò fino al 1952. Bellini introdusse molte modifiche: dimezzò il formato (dal 1º aprile), tagliò la parte politica, e ne fece un giornale solo economico. Dal 1º gennaio 1868 il giornale uscì con la nuova testata «Il Sole Nuovo». Cambiò il sottotitolo due volte, portandolo a «Giornale agricolo-commerciale-industriale». In pochi anni Bellini portò «Il Sole Nuovo» a diventare uno dei massimi quotidiani del settore. Il pubblico al quale si rivolgeva era costituito da agricoltori, esercenti, piccoli e medi imprenditori (commerciali e industriali), risparmiatori e operatori della Borsa milanese. Nel 1885 decise di ripristinare la testata originale, «Il Sole» (3 giugno 1885, n. 131).
Entrato anche nella proprietà del giornale con Achille Bersellini (1871), Bellini svolse il duplice ruolo di editore-direttore fino alla scomparsa, avvenuta il 24 gennaio 1902. Dopo la sua morte, la famiglia Bersellini rilevò le sue quote e rimase unica proprietaria; Achille Bersellini salì alla guida del quotidiano. Nel 1905 «Il Sole» ebbe una tiratura media di 9 000 copie giornaliere.
La foliazione del quotidiano rimase invariata a 4-8 pagine: il quotidiano non abbandonò mai la formula consolidata di giornale di servizio per le categorie produttive. La famiglia Bersellini rimase azionista di maggioranza per diversi decenni. Achille e Mario Bersellini, rispettivamente padre e figlio, diressero il giornale per complessivi cinquant'anni (1902-1952). Alla fine degli anni venti la tiratura del quotidiano era di 30 000 copie giornaliere.
Nel 1949 i Bersellini cedettero l'intero capitale all'Istituto Nazionale Fiduciario, una società del gruppo INA. Nel 1952 la Confindustria rilevò la proprietà del quotidiano. Nel 1965 fu deciso di fondere «Il Sole», di cui ricorreva il centesimo compleanno, con la testata economica concorrente milanese in portafoglio, «24 Ore» (fondato il 12 settembre 1946 come «Il Commercio 24 Ore»), per dare vita all'attuale quotidiano «Il Sole 24 Ore». Il giornale uscì con la nuova testata a partire dal 9 novembre 1965.

## Direttori
- Vittore Prestini (1865)
- Giuseppe Guerzoni (1865)
- Giuseppe Mussi (1865 - 1866)
- Antonio Billia e Cesare Parenzo (1866-1867)
- Pietro Bragiola Bellini (1867-1902)
- Achille Bersellini (1902-1927)[7]
- Mario Bersellini (1927 - 27 aprile 1945)[8]
- Achille Bersellini, 2ª volta (28 aprile - 4 settembre 1945)[9]
- Mario Bersellini, 2ª volta (5 settembre 1945 - 17 febbraio 1952)
- Italo Minunni (18 febbraio 1955-29 aprile 1962)
- Gennaro Pistolese (30 aprile 1962-9 novembre 1965)